# Leitneria floridana
Leitneria floridana är en amerikansk växtart inom familjen bittervedsväxter. Arten är ensam i släktet Leitneria.
Leitneria floridana växer i Floridas sumptrakter och är känt för att vara det lättaste av alla trädslag.